# Langensteinach
Langensteinach (fränkisch: Langa-schdeeni) ist ein Gemeindeteil der Stadt Uffenheim im Landkreis Neustadt an der Aisch-Bad Windsheim (Mittelfranken, Bayern). Die Gemarkung Langensteinach hat eine Fläche von 11,202 km². Sie ist in 1110 Flurstücke aufgeteilt, die eine durchschnittliche Fläche von 10091,75 m² haben. In ihr liegt neben dem namensgebenden Ort der Gemeindeteil Kleinharbach.

## Lage
Das Pfarrdorf liegt an der Steinach und am Selbach, der von Süden kommend als linker Zufluss in die Steinach mündet. Durch den Ort führen die Kreisstraßen NEA 50 und NEA 51. Knapp östlich liegt die Staatsstraße 2419 von Rothenburg ob der Tauber nach Uffenheim. Sie führt zur Anschlussstelle 106 (Uffenheim/Langensteinach) der etwa 1300 m östlich verlaufenden Bundesautobahn 7.

## Geschichte
Der Ort wurde in einer Urkunde, die im Zeitraum zwischen 750 und 779 entstand, als „Steinaha“ erstmals erwähnt. Laut dieser Urkunde vermachte ein Sindolt den Ort samt Zugehörungen dem Kloster Fulda. Benannt wurde der Ort nach dem Fluss. 1328 wurde der Ort erstmals als „Langensteinach“ erwähnt zur Unterscheidung von dem benachbarten Steinach an der Ens. Das Kloster Heilsbronn kaufte 1306 unter Abt Heinrich von Albert von Hohenlohe und dessen Frau Adelheid Güter in Langensteinach.
Gegen Ende des 18. Jahrhunderts gab es in Langensteinach 49 Anwesen. Das Hochgericht übte das ansbachische Oberamt Uffenheim aus. Das Kasten- und Stadtvogteiamt Uffenheim war Grundherr über 43 Anwesen. Von 1797 bis 1808 unterstand Custenlohr dem preußischen Justiz- und Kammeramt Uffenheim.
Mit dem Gemeindeedikt (frühes 19. Jahrhundert) wurde der Steuerdistrikt und die Ruralgemeinde Langensteinach gebildet, zu der Kleinharbach gehörte. Sie war in der Verwaltung und Gerichtsbarkeit dem Landgericht Uffenheim zugeordnet und in der Finanzverwaltung dem Rentamt Uffenheim (1919 in Finanzamt Uffenheim umbenannt). Ab 1862 war das Bezirksamt Uffenheim für die Verwaltung der Gemeinde zuständig (1939 in Landkreis Uffenheim umbenannt). Die Gerichtsbarkeit blieb beim Landgericht Uffenheim (1879 in Amtsgericht Uffenheim umbenannt), seit 1973 ist das Amtsgericht Neustadt an der Aisch zuständig. Die Gemeinde hatte 1964 eine Gebietsfläche von 9,661 km². Am 1. Mai 1978 wurde Langensteinach im Zuge der Gebietsreform in Bayern nach Uffenheim eingegliedert.

### Baudenkmäler
Es gibt zehn Baudenkmäler, darunter die Kirche St. Peter.

### Bodendenkmäler
In der Gemarkung Langensteinach gibt es acht Bodendenkmäler.

### Einwohnerentwicklung
Gemeinde Langensteinach
| Jahr      | 1818   | 1840   | 1852   | 1855   | 1861   | 1867   | 1871   | 1875   | 1880   | 1885   | 1890   | 1895   | 1900   | 1905   | 1910   | 1919   | 1925   | 1933   | 1939   | 1946   | 1950   | 1952   | 1961   | 1970   |
| Einwohner | 234    | 421    | 404    | 383    | 414    | 420    | 434    | 431    | 444    | 422    | 396    | 386    | 374    | 402    | 411    | 386    | 364    | 376    | 337    | 492    | 490    | 424    | 353    | 374    |
| Häuser    | 71     | 75     |        |        |        |        | 80     |        |        | 84     | 84     |        | 83     |        |        |        | 88     |        |        |        | 82     |        | 78     |        |
| Quelle    | [ 11 ] | [ 18 ] | [ 19 ] | [ 19 ] | [ 20 ] | [ 21 ] | [ 22 ] | [ 23 ] | [ 24 ] | [ 25 ] | [ 26 ] | [ 19 ] | [ 27 ] | [ 19 ] | [ 28 ] | [ 19 ] | [ 29 ] | [ 19 ] | [ 19 ] | [ 19 ] | [ 30 ] | [ 19 ] | [ 13 ] | [ 31 ] |

Ort Langensteinach
| Jahr      | 001818 | 001840 | 001861 | 001871 | 001885 | 001900 | 001925 | 001950 | 001961 | 001970 | 001987 | 002014 |
| Einwohner | 277    | 339    | 344    | 352    | 345    | 319    | 292    | 409    | 295    | 290    | 260    | 213    |
| Häuser    | 58     | 60     |        |        | 70     | 69     | 75     | 70     | 67     |        | 70     |        |
| Quelle    | [ 11 ] | [ 18 ] | [ 20 ] | [ 22 ] | [ 25 ] | [ 27 ] | [ 29 ] | [ 30 ] | [ 13 ] | [ 31 ] | [ 32 ] | [ 1 ]  |

## Religion
Der Ort ist Sitz einer Pfarrei und seit der Reformation evangelisch-lutherisch geprägt.

## Persönlichkeiten
- Theodor Kleinknecht (1910–1995), Ministerialrat am Bundesministerium der Justiz, Präsident der Generalstaatsanwaltschaft beim Oberlandesgericht Nürnberg und Honorarprofessor